# Gods of War
Gods of War is een album van de heavymetalband Manowar, uitgebracht in 2007. Het is het eerste van een reeks albums dat over oorlogsgoden gaat in verschillende mythologieën. Gods of War gaat over de Noorse god Odin. Al de tekst op de cover is geschreven in het runenschrift.

## Tracklisting
1. Overture to the Hymn of the Immortal Warriors (06:19)
2. The Ascension (02:30)
3. King of Kings (04:17)
4. Army of the Dead, Part I (01:58)
5. Sleipnir (05:13)
6. Loki God of Fire (03:49)
7. Blood Brothers (04:54)
8. Overture to Odin (03:41)
9. The Blood of Odin (03:57)
10. Sons of Odin (06:23)
11. Glory Majesty Unity (04:41)
12. Gods of War (07:25)
13. Army of the Dead, Part II (02:20)
14. Odin (05:26)
15. Hymn of the Immortal Warriors (05:29)
16. Die for Metal (Bonus Track) (05:16)